# Devis Vásquez
Devis Estiven Vásquez Llach (ur. 12 maja 1998 w Barranquilli) – kolumbijski piłkarz występujący na pozycji bramkarza klubie Roma. Wychowanek Cortuluá FC, w trakcie swojej kariery grał także w takich zespołach, jak Patriotas Boyacá, CD La Equidad, Club Guaraní, Sheffield Wednesday, Ascoli oraz Empoli.